# سویه گامای سارس کووید ۲
سویه گاما (به انگلیسی: Gamma variant) که به عنوان نسب P.1 نیز شناخته می‌شود، یکی انواع جهش‌یافته کووید ۱۹-۲ است، ویروسی که باعث کووید ۱۹ می‌شود. این نوع سارس کووید ۲ نسب P.1 نامیده می‌شود و دارای ۱۷ جایگزین اسید آمینه است که ده مورد از آنها در پروتئین اسپاسک آن است، از جمله این سه مورد که به عنوان نگرانی خاصی تعیین شده‌است: N501Y , E484K و K41 7T. هستند. این نوع از سارس کووید ۲ برای اولین بار توسط مؤسسه ملی بیماریهای عفونی ژاپن (NIID) در ۶ ژانویه ۲۰۲۱ در چهار نفر که چهار روز قبل از آمازوناس برزیل به توکیو رسیده بودند، شناسایی شد. بعداً اعلام شد که در برزیل شیوع شده است. تحت طرح ساده نامگذاری که توسط سازمان بهداشت جهانی پیشنهاد شده‌است، P.1 به عنوان گاما برچسب گذاری شده‌است، و در حال حاضر به عنوان یک نوع نگرانی در نظر گرفته می‌شود.
گاما باعث عفونت گسترده در اوایل ۲۰۲۱ در شهرستان مانائوس، پایتخت آمازوناس شد یک مقاله تحقیقاتی که در Science Journal منتشر شده‌است نشان می‌دهد که افراد مبتلا به P.1 نسبت به افراد آلوده B.1.1.28 شانس بیشتری برای انتقال و مرگ دارند.
نوع گاما شامل دو متغیر متمایز 28-AM-۱ و 28-AM-۲ است که هر دو حامل جهش‌های K417T , E484K , N501Y هستند و هر دو به‌طور مستقل از یکدیگر در یک منطقه آمازوناس برزیلی توسعه یافته‌اند.
گاما به‌طور قابل توجهی با نوع زتا (نسب P.2) که در برزیل نیز به شدت در حال انتشار است، متفاوت است. به‌طور خاص، زتا فقط حامل جهش E484K است و هیچ‌کدام از دو جهش مورد توجه دیگر، N501Y و K417T را ندارد.

## تاریخچه

تعداد کل توالی P.1 بر اساس کشور تا ۲۱ آوریل ۲۰۲۱
نشان:

در ۱۲ ژانویه ۲۰۲۱، مرکز CADDE برزیل -انگلستان ۱۳ مورد محلی از نسب P.1 را در مانائوس، ایالت آمازوناس، بزرگترین شهر جنگل بارانی آمازون تأیید کرد. نسب جدید در ۲۷ نمونه جمع‌آوری شده از مارس تا نوامبر ۲۰۲۰ از مانائوس وجود نداشت، اما در ۴۲ درصد (۳۱/۱۳ نفر) از نمونه‌های جمع‌آوری شده در ۱۵ تا ۲۳ دسامبر ۲۰۲۰ برای همان شهر مشخص شد، و ۵۲٫۲ درصد (پس از آن) طی ۱۵ تا ۳۱ دسامبر ۲۰۲۰ و ۸۵٫۴٪ در طول ۱ تا ۹ ژانویه ۲۰۲۱ مشخص گردید. از همه مهمتر، P.2 به سرعت با P1 از نیمه دوم دسامبر تا ۱ تا ۹ ژانویه برابری کرد، جایی که سهم نسب P.2 برای مانائوس از 25.4 to به ۶٫۳ کاهش یافت.